# L'Opoponax
L'Opoponax est un roman de Monique Wittig publié le 1er septembre 1964 aux éditions de Minuit et ayant reçu la même année le prix Médicis.

## Lectures
L'Opoponax raconte l'histoire d'une petite fille, Catherine Legrand, de la maternelle à la fin de sa scolarité. La force du récit tient davantage[pourquoi ?] dans le mode de narration. L'auteure fait entrer le lecteur dans une sorte de monde de l'enfance, notamment en brouillant la situation habituelle du narrateur, lequel s'avère tantôt interne, tantôt universel, tantôt intégré à la diégèse, tantôt placé en dehors de celle-ci.
L'autrice utilise le pronom indéfini épicène « on » comme instance narrative ce qui lui permet deux choses. D'une part, suivant Anna Livia, « dénoncer la domination du masculin sur le féminin dans le domaine linguistique », et d'autre part « de donner à voir l'enfance dans son universalité. »,. Ceci est possible car ce pronom ne marque pas le genre grammatical et est pertinent pour relater l'enfance, période où la socialisation n'est pas terminée. Pour Raphaële Brossard l'utilisation de ce pronom permet d' « universaliser le récit de la vie d'une enfant et créer un espace narratif dans lequel les catégories de genre deviennent caduques ». Toutefois, du fait de cette particularité, le roman est sur ce point assez difficile à traduire,.

## Éditions
- L'Opoponax, Les Éditions de Minuit, 1964  (ISBN 2707303569).